# Banuaran Nan Xx
Banuaran Nan Xx is een bestuurslaag in het regentschap Padang van de provincie West-Sumatra, Indonesië. Banuaran Nan Xx telt 8838 inwoners (volkstelling 2010).